# Crytea tricolorata
Crytea tricolorata är en stekelart som beskrevs av Heinrich 1968. Crytea tricolorata ingår i släktet Crytea och familjen brokparasitsteklar. Inga underarter finns listade i Catalogue of Life.